# 藤城リエ
藤城リエ（ふじしろ リエ、9月1日 - ）は、日本の女性歌手、作詞家。作詞家名義はWISTERIA。血液型はB型。

## 来歴
2016年2月より、テレビ東京系列のテレビアニメ・データカードダス『アイカツ！』及び『アイカツスターズ！』の楽曲歌唱グループAIKATSU☆STARS！のメンバーとしてデビュー。『アイカツ！』では氷上スミレの2代目歌唱担当、『アイカツスターズ！』では桜庭ローラ・騎咲レイの歌唱を担当。
2017年6月、『モンスターストライク』スピンオフ作品『モンソニ! ダルタニャンのアイドル宣言』より、ウリエルの歌唱を担当。
2018年3月、『アイカツ！ミュージックフェスタ in アイカツ武道館』をもって、AIKATSU☆STARS！は『アイカツ！シリーズ』より卒業。ディアステージを退所し、フリーでの活動を開始。
2020年5月、1stシングル『アイオライト』をリリース。同年12月には配信限定シングル『ESCAPE』をリリース。
2021年9月、原宿POP MAGAZINEの新人ロリータモデル発掘オーディション『Kawaiiチャレンジ』にてグランプリ受賞。
2021年12月、公式ファンクラブ『喫茶フジシロ』をFaniconにて開設。
2023年8月、ガールズバンド『KILLT MELT LAND』（キルトメルトランド）の結成を発表。
2024年1月、ARTONE entertainmentへの所属を報告。

## 人物

### 性格・嗜好
熱中しやすく真面目な性格である 。楽天的で好奇心旺盛。
趣味は写真・イラスト制作・寝ること・映画・読書。。
好物は寿司、肉、梅干し（はちみつ味）、きゅうりなど。
「AIKATSU☆STARS！」のラストライブとなった武道館公演では「これが最初で最後の武道館だとは思っていない」と発言し、ユニット卒業後も音楽活動を続け再び武道館へ立つことへの意欲を見せている。

### 逸話
「AIKATSU☆STARS！」に加入する以前より『アイカツ！』が好きで、ライブに参加したりグッズを買ったりと熱心なファン活動に勤しんでいた。グループ加入後もファン心がなかなか抜けず、ファンとしての心持ちでレッスンを見学したり動画を撮っていたりしていたことがあるという。
『アイカツ！』のファンであった藤城が特に好きなキャラクターとして、度々「氷上スミレ」の名を挙げている。ユニット加入より約1年後に同キャラクターの2代目歌唱担当となるが、担当することが決まった際は「嬉しさよりも不安のほうが大きかった」と話す。 歌うことに対して「特に想い入れの強いキャラクターである氷上スミレが、再び歌うことが出来るならば」という想いで務め上げた。
自身が歌唱を担当したキャラクター（桜庭ローラ・氷上スミレ・騎咲レイ）に対して強い愛情を抱いており、「ローラは相棒、スミレは憧れ、レイは恋」と発言している。

## ディスコグラフィ

### シングル
|     | 発売日        | タイトル     | 規格                | 収録曲                                               |
| --- | ------------- | ------------ | ------------------- | ---------------------------------------------------- |
| 1st | 2020年5月21日 | アイオライト | 12cmCD+Blu-ray Disc | 1.アイオライト 2.BIRTHDAY BLUE Instrumental含む全4曲 |

### 配信限定
| 配信開始日     | タイトル        | 販売形態               |
| -------------- | --------------- | ---------------------- |
| 2020年12月25日 | ESCAPE/おやすみ | デジタル・ダウンロード |
| 2024年3月16日  | LIFE            | デジタル・ダウンロード |
| 2024年3月30日  | NONFICTION      | デジタル・ダウンロード |
| 2024年4月6日   | アクトレス      | デジタル・ダウンロード |
| 2024年12月21日 | BREAK OUT       | デジタル・ダウンロード |

### ミニアルバム
|     | 発売日        | タイトル | 収録曲                                                                                        |
| --- | ------------- | -------- | --------------------------------------------------------------------------------------------- |
| 1st | 2024年4月13日 | HYSTORIE | 1. LIFE 2. アイオライト -Reissue- 3. NONFICTION 4. ESCAPE 5. アクトレス 6. おやすみ -Reissue- |

### 歌唱参加楽曲
| 発売、配信、公開日 | 商品名                                          | 名義                  | 楽曲                                                | 備考                                                   |
| ------------------ | ----------------------------------------------- | --------------------- | --------------------------------------------------- | ------------------------------------------------------ |
| 2017年12月13日     | クラシカロイド MUSIK Collection Vol.4           | 藤城リエ              | 「ラブゲーム大作戦〜フィガロの結婚より〜」          | 「クラシカロイド」第2シーズン挿入歌                    |
| 2019年6月14日      | キズナ Sparkling World                          | 藤城リエ              | 「キズナ Sparkling World」                          | 「モンソニ！ダルタニャンのアイドル宣言」挿入歌         |
| 2019年7月6日       | Try Again                                       | 藤城リエ              | 「Try Again」                                       | 「モンソニ！ダルタニャンのアイドル宣言」関連曲         |
| 2019年7月26日      | モンソニ！グレイテスト・ヒッツ                  | 藤城リエ              | 「キズナ Sparkling World」 「Try Again」            | 「モンソニ！ダルタニャンのアイドル宣言」挿入歌・関連曲 |
| 2021年10月1日      | KU-RU-KU-RU Cruller!(Angely Diva-Cover Version) | 藤城リエ              | 「KU-RU-KU-RU Cruller!(Angely Diva-Cover Version)」 | 「モンソニ！」関連曲                                   |
| 2022年4月24日      | 月蝕のよるに                                    | LiminaL feat.藤城リエ | 「月蝕のよるに」                                    | 安藤紗々プロデュース企画「LiminaL」楽曲                |
| 2022年10月9日      | トライアングル・メモリー                        | 藤城リエ              | 「トライアングル・メモリー」                        | アニコミ「女体化した僕を騎士様達がねらってます」主題歌 |
| 2022年12月14日     | FOR YOUR BRAVE!!                                | 藤城リエ              | 「FOR YOUR BRAVE!!」                                | 「GITADORA FUZZ-UP」収録曲                             |
| 2023年3月3日       | 幻想Destraction                                 | 藤城リエ              | 「幻想Destraction」                                 | スマートフォンアプリ「응: Inter Luna」テーマソング     |
| 2023年7月9日       | Ups & Downs                                     | 藤城リエ              | 「Ups & Downs」                                     | 「モンソニ！」関連曲                                   |
| 2024年3月13日      | Arcadia                                         | 藤城リエ              | 「Arcadia」                                         | 「GITADORA GALAXY WAVE」収録曲                         |

## 出演：「りえ」名義
「りえ from AIKATSU☆STARS！」名義での出演に加え、2019年以降見られる「りえ」名義での出演を含む。

### イベント・ライブ
2016年
- [3月27日] AnimeJapan2016　アイカツ！カード配布会（東京ビッグサイト）[16][17]
- [5月4日] アイカツスターズ！組生スカウトキャラバン（イオンモールりんくう泉南）[18][19]
- [5月7日・8日] アイカツスターズ！組生スカウトキャラバン（イオンレイクタウンkaze）[20][21]
- [5月14日・15日] 劇場版アイカツスターズ！前売り券＆劇場版ポスターお渡し会（ヨドバシカメラマルチメディアAkiba）[22][23]
- [6月11日] 東京おもちゃショー2016　スペシャルライブ（東京ビッグサイト）[24][25]
- [6月24日] DEARSTAGE SHOWCASE 2016（品川プリンスホテル ステラボール）[26][27]
- [7月9日] アイカツスターズ！プレミアムチケットセット＆劇場版ポスターお渡し会（アイカツ！スタイル原宿店）[28][29]
- [7月23日] AIKATSU☆STARS！ハルナツ感謝祭（科学技術館サイエンスホール） [30] [31][32]
- [7月30日] 「横浜Ｆ・マリノス」「劇場版アイカツスターズ！」コラボイベント（日産スタジアム トリコロールステージ）[33][34]
- [8月14日] 劇場版アイカツスターズ！公開二日目舞台挨拶（T・ジョイSEIBU大泉・シネマサンシャイン池袋・新宿バルト９）[35][36]
- [8月15日] 劇場版アイカツスターズ！公開記念ミニライブ&ポスターお渡し会（ラゾーナ川崎プラザ）[37][38]
- [8月20日] ちゃおサマーフェスティバル2016　スペシャルライブ（パシフィコ横浜展示ホール）[39][40]
- [8月21日] 劇場版アイカツスターズ！公開記念ミニライブ&ポスターお渡し会（エアポートウォーク名古屋）[41][42]
- [8月27日] 劇場版「アイカツスターズ！」ミニライブ付き上映会（丸の内TOEI）[43][44]
- [10月1日] 四ツ星学園音楽祭（池袋サンシャインシティ 噴水広場）[45][46]
- [10月15日] SAPPORO ANI-HIGH!!（Zepp Sapporo）[47][48]

2017年
- [2月26日] かなざわアニメソングフェス2017（本多の森ホール）[49][50]
- [3月21日]  DEARSTAGE WEEK supported by japanぐる〜ヴ(BS朝日) DAY2（品川プリンスホテル クラブeX）[51][52]
- [3月25日・26日] アイカツ！ミュージックフェスタ2017（パシフィコ横浜 国立大ホール）[53][54]
- [4月16日] アイカツスターズ！ ヴィーナスアーク来航記念イベント（ラゾーナ川崎プラザ）[55][56]
- [4月23日] アイカツスターズ！ ヴィーナスアーク来航記念イベント（エアポートウォーク名古屋）[57][58]
- [4月30日] アイカツスターズ！星のツバサシリーズ レッスンイベント（あべのHoop）[59][60]
- [5月28日] @JAM2017　Day2（Zepp Diver City）[61][62]
- [7月8日] Fantastic Summer Festival（東京ドームシティ ラクーアガーデンステージ）[63][64]
- [8月15日] アイカツ！フェス☆（エアポートウォーク名古屋）[65][66]
- [9月10日] アイカツ！フェス☆（ラゾーナ川崎プラザ）[67][68]
- [10月28日] 中野×杉並アニメフェス2017（座・高円寺2）[69][70]
- [11月25日] かけがわポップカルチャーサミット　アイカツ！ステージ（掛川城公園）[71][72]
- [12月17日] AIKATSU☆STARS! FUJIYAMA LIVE!（富士急ハイランド）[73][74]

2018年
- [1月6日～2月3日] AIKATSU☆STARS！スペシャルLIVE TOUR　宮城公演、東京公演、大阪公演、愛知公演、福岡公演[75][76][77]
- [2月27日・28日] アイカツ！ミュージックフェスタ in アイカツ武道館！（日本武道館）[78][79][80]
- [3月10日] ラジカツスターズ！公開録音（富士急ハイランド）[81][82]
- [9月8日・9日] アイカツ！シリーズ 5thフェスティバル！！（幕張メッセ イベントホール）[83][84]

2019年
- [2月19日] アイカツ！ミュージックフェスタ in アイカツ武道館！〜応援上映会〜　Day2（品川プリンスホテル ステラボール）[85]
- [6月21日] ランティス祭り 2019 A・RI・GA・TO ANISONG（幕張メッセ 国際展示場ホール）[86]
- [9月29日] アイカツスターズ！感謝祭「We Are STARS」（日本青年館ホール）[87]
- [10月22日] AIKATSU!STYLE&AIKATSU!STYLE for Lady Limited Shop　お渡し会（京都マルイ）[88]

2020年
- [1月11日〜2月29日] アイカツオンパレード！ユニットライブツアー「ユニパレ！」宮城公演、福岡公演[89][90]
- [1月13日] オールアイカツ！ミュージアム トークショー（東京アニメセンター）[91]

2022年
- [2月19日] アイカツスターズ！5周年記念特別番組「Resound Stars!」[92]
- [5月14日] バンダイナムコエンターテインメントフェスティバル 2nd DAY1（ZOZOマリンスタジアム）[93]
- [8月30日] アイカツ！シリーズ オーケストラコンサート オケカツ！2nd Stage 10th Ver.（サントリーホール）[94]
- [9月17日] CDTVライブ！ライブ！フェスティバル！2022（東京ガーデンシアター）[95]
- [10月8日] アイカツ！シリーズ 10th Thanks Party 1st month（TOKYO DOME CITY HALL）[96]
- [11月26日] アイカツ！シリーズ 10th Thanks Party 2nd month（LINE CUBE SHIBUYA）[97]

2023年
- [2月18日] アイカツ！シリーズ 10th ANNIVERSARY アイカツ！ミュージックフェスタ FINAL 〜前夜祭〜（東京ガーデンシアター）[98]
- [2月19日] アイカツ！シリーズ 10th ANNIVERSARY アイカツ！ミュージックフェスタ FINAL（東京ガーデンシアター）[99]
- [12月25日] アイカツスターズ！アコースティックライブ「Resound Stars! ー星々のクリスマスー」（日本橋三井ホール）[100]

### 映像・音声の作品・番組
2016年
- [2月27日公開] YouTube アイカツ！公式チャンネル「アイカツスターズ！プロジェクト発表会」[101]
- [4月11日配信開始] Lantisネットラジオ「ラジカツスターズ！」第１回放送（2016年4月11日配信）～第102回放送（2018年3月26日配信）[102]
- [5月23日公開] YouTube アイカツ！公式チャンネル「AIKATSU☆STARS！がデータカードダス アイカツスターズ！をあそんでみた♪」[103]
- [5月26日公開] YouTube アイカツ！公式チャンネル「AIKATSU☆STARS！がブロマイドメイクに挑戦☆」[104]
- [5月31日公開] YouTube アイカツ！公式チャンネル「AIKATSU☆STARS！春フェス紹介」[105]
- [6月9日公開] YouTube アイカツ！公式チャンネル「AIKATSU☆STARS！AIKATSU！STYLE紹介」[106]
- [7月22日公開] YouTube アイカツ！公式チャンネル「ニンテンドー3DS基本無料ダウンロードゲーム アイカツスターズ！ファーストアピール をやってみた！」[107]
- [7月28日公開] YouTube アイカツ！公式チャンネル 「アイカツ！モバイルであそんでみた！」[108]
- [8月3日公開] YouTube アイカツ！公式チャンネル 「劇場版スペシャルステージであそんでみた！」[109]
- [8月4日公開] YouTube アイカツ！公式チャンネル 「オンエアバトルであそんでみた！」[110]
- [8月11日放送] テレビ東京「劇場版アイカツスターズ！公開記念特別番組」[111][112]
- [8月13日放送] 文化放送「～TRUEのおもてなしラジオ～ 鶴松屋へようこそ」ゲスト出演[113][114]

2017年
- [4月27日配信] ニコニコ生放送「電波ラボラトリー」#23　ゲスト出演[115][116]
- [7月13日・8月31日配信] 超!A&G+「A&G ARTIST ZONE THE CATCH」内コーナー「ラジカツスターズ！ at THE CATCH！！」#2・#9[117]
- [8月20日公開] YouTube アイカツ！公式チャンネル「アイカツ！シリーズ5周年PV」[118]
- [11月29日・12月2日配信] あにてれ「アイカツ！ミュージックフェスタ2017 LIVE Blu-ray」発売記念オーディオコメンタリー[119][120]

2018年
- [2月14日配信] あにてれ「アイカツ！ミュージックフェスタ in アイカツ武道館！直前スペシャル！ みんなで一緒に鑑賞会！」[121]
- [2月14日公開]  YouTube「AIKATSU GENERATION」ミュージックビデオ[122][123]

## 出演：「藤城リエ」名義

### イベント・ライブ
2017年
- [5月20日・5月21日] 夢みる☆ディアステージ in サンリオピューロランド（サンリオピューロランド）[124][125]
- [8月20日] 艶めく☆ディアステージ（新橋演舞場）[126][127]
- [11月25日] かけがわポップカルチャーサミット「クラシカロイド」ステージ（掛川城公園）[128][129]
- [12月16日] 聖なる☆ディアステージ（舞浜アンフィシアター） [130][131]

2018年
- [10月12日] 松岡ななせ/藤城リエ ライブ「遅れてきた生誕祭！？」（Shibuya O-EAST） [132][133]

2019年
- [2月13日] クラシカロイド音楽祭 〜ムジークLIVE&ピアノコンサート〜（品川プリンスホテル ステラボール）[134]
- [3月22日] クラシカロイド音楽祭♯ 〜ムジークLIVE&ピアノコンサート〜（中野サンプラザ）[135]
- [9月28日] 松岡ななせ/藤城リエ ライブ「CLEARNESS」（渋谷WWW）[136]

2020年
- [1月5日] 藤城リエ ファンミーティング 〜あけおめ2020新年会〜（COFFICE門前仲町）[137]

2021年
- [8月21日] よくばりプリンセスマルシェ ファッションショーモデル出演（日暮里サニーホール）[138]
- [8月28日] 藤城リエ LIVE 2021「アイオライト」（渋谷 THE GAME）[139]

2022年
- [3月26日] 横浜RUNWAY AWARD　ファッションショー出演（横浜港大さん橋国際客船ターミナル）[140][141][142]
- [5月22日] LiminaLリリース記念イベント大阪（エミュリボン）[143]
- [6月4日] LiminaLリリース記念イベント横浜（SAVEPOINT〜夢見る白雪姫〜）[144]
- [8月20日] 藤城リエ写真展「妖縁日」（新宿マルイ本館）[145]
- [12月26日] ロリータコレクション2022（鳩山会館）[146]

#### 2023年
- [5月7日] 藤城リエ アコースティックライブ「君と紡ぐカルテット」（ガルバホール新宿）[147]

#### 2024年
- [4月13日] 藤城リエ LIVE 2024「RESTART」（渋谷GUILTY）[148]
- [9月7日] 藤城リエ　LIVE 2024「RI:BORN」（下北沢ReG）[149]

### 舞台
2022年
- [7月23日] 朗読劇「星座になれなかった少女」少女 役（新宿ガルバホール）[150]
- [12月21日〜12月25日] 朗読劇「グーとパーでチョキを出す2022」アオイ 役（四谷3丁目ドリームシアター）[151]

### 映像・音声の出演
2016年
- [11/27] ニコニコ生放送「河野万里奈 弾き語り生放送 ～Next Batter's Circle 13 -Festival-」ゲスト出演[152][153]

2017年
- [6月14日] YouTubeモンストアニメ公式チャンネル 「モンソニ! ダルタニャンのアイドル宣言」挿入歌「キズナ Sparkling World」にてウリエルの歌唱を担当[154][155]
- [10月21日] NHK Eテレ テレビアニメ「クラシカロイド」挿入歌「ラブゲーム大作戦 〜フィガロの結婚より〜」にてボーカルを担当[156][157]

2020年
- [7月26日] 文化放送 超!A&G+「和田昌之と金子有希のWADAX Radio」ゲスト出演[158]

2022年
- [5月19日] 渋谷クロスFM「おーたPの部屋」ゲスト出演[159]

### モデル・誌面掲載
2020年
- [2月28日〜3月4日] Yuki Kamiya個展「みえる ミエル 見える展」（表参道ROCKETS）[160]

2021年
- [10月20日] 原宿POP MAGAZINE vol.06[161]

2022年
- [1月22日] 原宿POP MAGAZINE vol.07[162]
- [5月10日] 原宿POP MAGAZINE vol.08[163]
- [10月16日] 原宿POP MAGAZINE vol.09[164]

2023年
- [1月18日] 原宿POP MAGAZINE vol.10[165]

## 提供
WISTERIA名義での作詞提供。
2022年
- MAUSU THEATER Vol.62「キミイロキャンバス」[166]
- アニコミ『女体化した僕を騎士様達がねらってます』主題歌「トライアングル・メモリー」[167]

2023年
- スマートフォンアプリ『응: Inter Luna』テーマソング「幻想 Distraction」[168]。